# Chikayuki Mochizuki
Chikayuki Mochizuki (望月 慎之 Mochizuki Chikayuki?,  nacido el 20 de mayo de 1972 en Shizuoka) es un exfutbolista japonés. Jugaba de centrocampista y su último club fue el Kyoto Purple Sanga de Japón.

## Trayectoria

### Clubes
| Club               | País  | Año         |
| ------------------ | ----- | ----------- |
| Kyoto Purple Sanga | Japón | 1995 - 1996 |